# Ann Scott
Pour les articles homonymes, voir Scott.
Ann Scott, née le 3 novembre 1965 à Boulogne-Billancourt, est une romancière française.
Auteur de Superstars sacré « premier roman pop français crédible » qui lui a valu d'être qualifiée d'auteur culte, elle est rattachée aux écrivains de la Génération X et du postmodernisme.
En 2023, elle est lauréate du prix Renaudot pour son livre Les Insolents.

## Biographie
Née d'une mère photographe d'origine russe et d'un père français collectionneur d'art contemporain, Ann Scott a grandi à Paris. À dix-huit ans elle part s'installer à Londres où elle joue de la batterie dans des groupes de rock, avant de devenir mannequin pendant un temps, puis de découvrir la littérature. À son retour en France trois ans plus tard, elle commence à écrire et sera publiée dix ans plus tard, à trente-et-un ans.
Scott est le pseudonyme qu'elle choisit en devenant mannequin, en hommage à Francis Scott Fitzgerald, les Anglais trouvant son nom français trop long et imprononçable, et qu'elle gardera par la suite pour son métier d'écrivain.
En 1995 elle rencontre Virginie Despentes qui vient de publier Baise-moi, avec qui elle cohabite pendant six mois durant lesquels elle travaille à son troisième roman qui deviendra le premier publié, Asphyxie, tandis que Virginie Despentes écrit Les Chiennes savantes, son deuxième. L’année suivante, Florent Massot, l’éditeur de Despentes, avec lequel Ann Scott cohabite aussi quelque temps, publie Asphyxie. Quand les Éditions Florent Massot cessent leur activité, Scott signe chez Flammarion pour son deuxième roman, Superstars, où paraissent également ses deux romans suivants. Elle intègre ensuite les Éditions Stock le temps de deux autres romans, et depuis 2020 elle est désormais publiée chez Calmann-Lévy.
En novembre 2023, Ann Scott est récompensée du prix Renaudot pour son livre Les Insolents (éditions Calmann-Lévy).

## Œuvre
Asphyxie paraît en 1996 et retrace le quotidien d’un groupe punk américain en tournée en Europe, s’inspirant des parcours de Nirvana et des Sex Pistols.
Superstars sort quatre ans plus tard, en 2000, et raconte le quotidien de deejays de la fin des années 1990, à Paris, en pleine explosion de la musique électronique, ainsi que leur quête de notoriété, sur fond de drogues, d’homosexualité et de bisexualité, le tout teinté de nostalgie pour le rock qui a disparu. Ce roman obtient aussitôt le statut de "manifeste" de la génération techno.
Poussières d'anges, recueil de portraits qui sort deux ans plus tard, rend hommage à divers artistes ou personnalités disparus dont River Phoenix, Hervé Guibert, Joey Ramone, Edie Sedgwick ou encore Johnny Thunders déjà évoqué dans Superstars. Le Pire des mondes, troisième roman, porte sur la paranoïa urbaine. Héroïne, quatrième roman, traite de l'obsession amoureuse et peut être plus ou moins considéré comme une suite de Superstars , bien que ce soit surtout le roman suivant, À la folle jeunesse, qui revienne sur les années de Superstars.
Cortex, sixième roman, rompt avec la plupart des thèmes précédents pour dépeindre un attentat terroriste intérieur à Los Angeles pendant la cérémonie des Oscars. Ce livre qui parle essentiellement de cinéma rend aussi hommage aux différents corps de métiers qui participent à la chaîne de secours lors d’attentats. Les cent premières pages de ce texte décrivent dans le détail comment s'organise cette chaîne de secours. Les deux cent pages suivantes incarnent l'hébétude et la solitude qui découlent de l'attentat, et avec ce livre Ann Scott "continue d’interroger notre rapport à cette mythologie moderne qu’est la célébrité".
Le roman suivant, La Grâce et les Ténèbres, traite à nouveau du terrorisme, mais cette fois islamiste, en mettant en lumière la lutte de la Katiba des Narvalos contre la cyber-propagande jihadiste sur laquelle Ann Scott a enquêté pendant deux ans. Un livre "extrêmement documenté comme on a rarement pu le faire jusqu’ici dans un roman". Ce livre traite également du reportage de guerre, du réchauffement climatique et du rapport à la mort, tout en renouant à nouveau avec la musique. Ce roman, tout comme le précédent, se penche aussi sur l’ère de l’internet et les dérives des réseaux sociaux. À sa sortie le Le Journal du dimanche le considére comme étant le "premier grand roman du cyberterrorisme", Elle comme étant "son meilleur roman", ou encore Lire comme étant une "œuvre qui saisit remarquablement le désarrois du monde".
Chacun de ces romans dissèque l’époque actuelle. Les personnages principaux sont toujours des artistes : un groupe de musique (Asphyxie), une deejay (Superstars), un graphiste de jeux vidéos (Le pire des mondes), une romancière (À la folle jeunesse), une réalisatrice (Cortex), un pianiste (La Grâce et les Ténèbres).
Les thèmes récurrents sont donc généralement le quotidien d'artistes, la musique (punk rock dans Asphyxie ; rock et techno dans Superstars ; proto punk, rock garage et new wave dans La Grâce et les Ténèbres, qui contient un chapitre qui rend de nouveau hommage à Johnny Thunders) ; la célébrité ou la notoriété (Asphyxie, Superstars, Les chewing-gums ne sont pas biodégradables, À la folle jeunesse, Cortex). S'ajoutent désormais l'internet et les réseaux sociaux (Cortex, La Grâce et les Ténèbres). Les premiers textes abordaient également des thèmes comme la drogue (Asphyxie, Superstars, Poussières d'anges) et la sexualité (Superstars, Héroïne).
À la sortie de Superstars, Ann Scott s'aliène une partie de la communauté homosexuelle parisienne en déclarant, sur le plateau de l'émission Nulle Part Ailleurs, qu'elle trouvait l'homosexualité « infantile ». Et de préciser sa pensée : « Autant la bisexualité est une forme d'équilibre pour moi, autant les relations homosexuelles que j'ai pu vivre ont été plutôt pathologiques ».
Ses influences littéraires principales sont Balzac, Joan Didion et Don DeLillo.
Ann Scott est également l'autrice de nouvelles parues dans diverses revues littéraires, et coautrice avec Nicola Sirkis de la chanson Paradize de l'album du même nom du groupe de rock Indochine, album qui s'est vendu à 1,5 million d'exemplaires.

## Publications
- 1996 : Asphyxie, roman, éditions Florent Massot ; 1998, J'ai lu.
- 2000 : Superstars, roman, éditions Flammarion ; 2002, J'ai lu.
- 2002 : Poussières d'anges, récits, éditions Librio.
- 2004 : Le Pire des mondes, roman, éditions Flammarion ; 2005, J'ai lu.
- 2005 : Héroïne, roman, éditions Flammarion ; 2007, J'ai lu.
- 2008 : Les chewing-gums ne sont pas biodégradables, roman graphique, éditions Scali.
- 2010 : À la folle jeunesse, roman, éditions Stock : 2017, J'ai lu.
- 2017 : Cortex, roman, éditions Stock ; 2019, J'ai lu.
- 2020 : La Grâce et les Ténèbres, roman, éditions Calmann-Lévy, 317 pages (ISBN 978-2-7021-6898-1)
- 2023 : Les Insolents, roman, éditions Calmann-Lévy, 194 pages.

## Prix et distinctions
- Prix Renaudot 2023 pour Les Insolents[19].
- Finaliste du Prix de Flore 2010 pour À la folle jeunesse.